# NGC 3603-A1
NGC 3603-A1 är en massiv dubbelstjärna i nebulosan NGC 3604 i stjärnbilden Kölen ungefär 20 000 ljusår från jorden. De två komponenterna har en sammanlagd massa på 114 solmassor, och kretsar runt varandra på 3,77 dygn. Stjärnorna har blivit identifierade och deras massor har blivit beräknade av Université de Montréal.